# Lockwood (North Yorkshire)
Lockwood – civil parish w Anglii, w North Yorkshire, w dystrykcie Redcar and Cleveland. W 2011 civil parish liczyła 3708 mieszkańców.